# Monte Cristo grófja (televíziós sorozat, 1998)
A Monte Cristo grófja (franciául Le Comte de Montecristo; németül Der Graf von Montechristo) 1998-as francia, olasz és német koprodukcióban készült, négy epizódból álló televíziós minisorozat (egyenként 100 perces) Gérard Depardieu és Ornella Muti főszereplésével, Josée Dayan rendezésében.
Alexandre Dumas azonos című regénye alapján készült. Edmond Dantès, miután állítólagos bonapartista összeesküvés és a Bourbon-monarchia elleni árulás vádjával igazságtalanul kemény börtönbüntetésre ítélték, 18 év után sikerül megszöknie a börtönből. Nem sokkal azelőtt, egy idős és halálosan beteg cellatársa felfedi előtte egy rejtett kincs létezését az olaszországi Montecristo szigetén. Edmond Dantès annak megszerzése után Monte Cristo grófjának, de más szereplőknek is, mint például Busoni apátnak és Lord Wilmore-nak, a gazdag angol bankárnak a hamis személyazonosságát felöltve ravaszsággal sikerül bosszút állnia azokon az egykori barátain, akik elárulták őt.
1999-ben az Arany 7 éjszakáján ezért a produkcióért Gerard Depardieu-t a legjobb fikciós színésznek, Josée Dayant és Jean-Pierre Guérint pedig a legjobb fikciós alkotóknak ítélték. A sorozatot Párizsban és környékén Marseille-ben, Máltán és Nápolyban forgatták 1997. július 1-je és október 11-e között. A helyszínek közül a Petite Malmaison kastély, Nandy, Saussay és a Lesigny-kastély a párizsi régióban, az Arany-öböl Medinában, a máltai Vittoriosa kikötője, a Királyi Palota, a Piazza del Plebiscito a Tőzsde és a San Carlo Színház Nápolyban vannak.
Olaszországban először a Canale 5-ön sugározták 1998. szeptember 27-én és 28-án, valamint október 4-én és 11-én, magas (átlagosan 8 millió) nézőszámmal, majd a Rete 4 többször is megismételte, még két  órával csökkentett változatban is.
Magyarországon 2021. december 20-tól az M5 (televízióadó) hat, egy-egy órás részben újra műsorra tűzte.

## Cselekmény

### Első epizód
Edmond Dantès az If várába zárva találkozik Faria abbéval a hozzá ásott alagúton keresztül. Edmond elmondja a papnak igazságtalan bebörtönzését, és Faria felajánlja, hogy segít neki megszökni. Amikor az öregember epilepsziás rohamban meghal, Edmondnak sikerül megszöknie, és Montecristo szigetén megtalálja a kincset, amelyről Faria beszélt neki. Bertuccióval, egy sorhajószakáccsal, akit jobb kezének magához vesz, Edmond elkezdi saját bosszúját tervezni, miután Caderousse-tól megtudja ellenségei jelenlegi tartózkodási helyét. Olaszországban Edmond megmenti Albert de Morcerf életét, volt menyasszonya, Mercedes és unokatestvére, Fernand fiát Luigi Vampa rablóvezér kezéből. Visszatér Marseille-be, megmenti egykori gazdáját, Morrelt a csődtől, mielőtt Párizsba indulna, ahol Albert meghívta egy reggelire az otthonába.

### Második epizód
Edmond Párizsban Albert Morcerf reggelijén találkozik Beauchamp-mal, Debray-vel, Château-Renaud-val és Maximilien Morrel-lel, Edmond volt hajótulajdonosának fiával. Reggeli után a „gróf” találkozik Fernandóval és Mercedes Morcerffel (aki úgy tűnik, felismeri Edmondot), akik megköszönik neki, hogy megmentette fiukat Vampától, és Fernando közli Edmonddal Villefort hollétét. Bertuccio segít Edmondnak, hogy hitelesebb gróffá változzon, és egy menyasszonyt is biztosít neki, az özvegy Camille de la Richardais-t, aki egy auteuil-i házban lakik, ahol korábban Saint-Méran márkiék laktak. Edmond ott telepszik le, megszépíti a házat, és találkozik Caderousse-szal, aki felfedi előtte, hogy Villefort-nak és Hermine Danglars-nak született egy törvénytelen gyermekük, Toussaint, aki bűnözővé vált; Caderousse-szal valójában megszökött a börtönből. Villefort Monte Cristo grófja után nyomoz, míg lánya, Valentine megpróbálja elkerülni, hogy férjhez menjen Franz d'Epinay-hoz, és inkább Maximilienhez menjen. Camille a gróf tanácsára úgy dönt, hogy fogadást rendez Auteuil-ben, s meghívja Morcerféket, Villefort-ékat és Danglars-ékat. Az estélyen Edmond elárulja a vendégeknek, hogy Auteuil-ben két szerelmesnek született törvénytelen gyermeke, akit a botrány elkerülése érdekében élve eltemettek. Madame Danglars megbetegszik, míg Madame de Villefort mérgező növényeket gyűjt össze Auteuil kertjéből. Másnap Villefort és Danglars asszony megbeszélik, mit tegyenek a botrány elkerülése érdekében.

### Harmadik és negyedik epizód
Edmond felfedezi, hogy a múltban Gianninában Fernando elárulta az őt tábornokká kinevező pasát, és ennek egyetlen tanúja az elhunyt pasa, a törökök rabszolgalánya, akit Edmond úgy dönt, hogy kiszabadít. Saint-Méran márkiné Párizsba érkezik Valentine és Franz esküvőjére, de másnap meghal. D'Avrigny doktor mérgezésre gyanakszik, míg Noirtier, Villefort apja felrobbantja unokahúga és Franz házasságát, és felfedi utóbbinak, hogy ő az apja gyilkosa. Eközben Danglars lassan szétesik, sok milliót veszít. Villefort házában folytatódnak a mérgezések: ezúttal Barrois, Noirtier pincére az áldozat. Eközben Caderousse Toussaint társaságában megpróbálja kirabolni Monte Cristo grófját, de a zsákmánnyal való szökés közben megöli Toussaint, aztán Bertuccio elfogja. A halál küszöbén álló Caderousse felfedezi a gróf valódi kilétét, és Isten bocsánatát kéri. Eközben Heloïse Villefort, az ügyész felesége folytatja a bűncselekmények láncolatát: megpróbálja megmérgezni Valentine-t, akit a gróf közbelépése ment meg, aki időközben Bertucciót Villefort-ék rendelkezésére bocsátotta. Haydée, az elhunyt gianninai pasa lánya Párizsba érkezik, míg a szintén gianninai Beauchamp szörnyű igazságot fedez fel.

## Különbségek a könyvvel
Bár a darab általában közel áll Dumas remekművéhez, a forgatókönyvírók viszont változtattak a cselekményen. Ezek a változások eléggé mélyrehatóak, és a regény meghatározó részeit érintik. Egyes karakterek szerepe jelentősen csökkent, és sok eseményt elhagytak.

## Szereposztás
- Gérard Depardieu: Monte Cristo/Busoni abbé/Lord Wilmore/Edmond Dantès/Dantès apja
- Ornella Muti: Mercedes Iguanada
- Sergio Rubini: Bertuccio
- Pierre Arditi: Gérard de Villefort
- Julie Depardieu: Valentine de Villefort
- Inés Sastre: Haydée
- Georges Moustaki: Faria abbé
- Jean Rochefort: Fernard De Morcerf gróf
- Roland Blanche: Gaspard Caderousse
- Guillaume Depardieu: a fiatal Edmond Dantès
- Naike Rivelli: a fiatal Mercedes Iguanada
- Mattia Sbragia: Luigi Vampa
- Florence Darel: Camille de la Richardais
- Jean-Claude Brialy: Morrel
- Christopher Thompson: Maximilien Morrel
- Stanislas Merhar: Albert de Morcerf
- Michel Aumont: Barone Danglars
- Sergio Fiorentini: Simonetti bíró
- Stéphan Guérin-Tillié: Franz d'Epinay

## Fordítás
Ez a szócikk részben vagy egészben  az   Il conte di Montecristo (miniserie televisiva 1998) című olasz Wikipédia-szócikk ezen változatának fordításán alapul.  Az eredeti cikk szerkesztőit annak laptörténete sorolja fel. Ez a jelzés csupán a megfogalmazás eredetét és a szerzői jogokat jelzi, nem szolgál a cikkben szereplő információk forrásmegjelöléseként.